# Kinapeya Kone
Kinapeya Kone (Korhogo, 1 de septiembre de 1979) es un deportista marfileño que compitió en judo.
Ganó una medalla de bronce en los Juegos Panafricanos de 2011 y tres medallas de bronce en el Campeonato Africano de Judo entre los años 2010 y 2013.

## Palmarés internacional
| Juegos Panafricanos | Juegos Panafricanos | Juegos Panafricanos | Juegos Panafricanos |
| Año                 | Lugar               | Medalla             | Categoría           |
| ------------------- | ------------------- | ------------------- | ------------------- |
| 2011                | Maputo (Mozambique) | Medalla de bronce   | –90 kg              |
| Campeonato Africano |                     |                     |                     |
| Año                 | Lugar               | Medalla             | Categoría           |
| 2010                | Yaundé (Camerún)    | Medalla de bronce   | –90 kg              |
| 2012                | Agadir (Marruecos)  | Medalla de bronce   | –90 kg              |
| 2013                | Maputo (Mozambique) | Medalla de bronce   | –90 kg              |